# Plagiarism (álbum de Sparks)
Plagiarism es el decimonoveno álbum del dúo estadounidense de Pop rock Sparks, publicado en 1997. El álbum contiene viejos éxitos remozados e interpretados con artistas invitados como Erasure, Faith No More y Jimmy Somerville.

## Lista de temas
Edición en CD

Todas las canciones escritas y compuestas por Ron Mael and Russell Mael; except where indicated. 
| N.º | Título | Escritor(es) | Duración |  |